# حسين آباد سرغريج (مقاطعة فارياب)
حسين‌آباد سرغريج (بالفارسية: حسین‌آباد سرگریج) هي قرية تقع في البلدة المركزية في إيران. يقدر عدد سكانها بـ 168 نسمة .